# خیردلان
خردلان (به ترکی آذربایجانی: Xırdalan) شهری در شهرستان آب‌شوران کشور جمهوری آذربایجان است. جمعیت این شهر بر اساس سرشماری سال ۱۹۸۹ میلادی، ۲۸٫۲۲۵ نفر و بر اساس سرشماری سال ۲۰۰۸ میلادی، ۴۱٫۵۰۰ بوده‌است.